# 福建臺灣布政使
福建臺灣布政使為清朝官職，簡稱臺灣布政使，1887年（光緒十三年）於臺灣建省後設立。臺灣布政使為福建臺灣省內政最高官員。就管轄內容而言，大約承襲建省前的臺灣府知府統轄事務。臺灣布政使司所屬官署衙門為隸屬於福建臺灣省的臺灣布政使司，官秩從二品，而布政使也上受臺灣省內的按察使銜分巡臺灣兵備道及福建臺灣巡撫制約。1895年（光緒二十一年），福建臺灣省被清朝割讓予日本後，福建臺灣布政使予以裁撤。

## 歷任官員
| 姓名   | 到任日期 | 備註 |
| ------ | -------- | ---- |
| 邵友濂 | 1887年   |      |
| 沈應奎 | 1889年   |      |
| 蒯德標 | 1889年   |      |
| 于蔭霖 | 1890年   |      |
| 沈應奎 | 1890年   |      |
| 唐景崧 | 1891年   |      |
| 顧肇熙 | 1894年   |      |
| 俞明震 | 1895年   |      |